# داسوو
داسوو (به آلمانی: Dassow) یک شهر در آلمان است که در نوردوست‌مکلنبورگ واقع شده‌است. داسوو ۴٬۰۳۶ نفر جمعیت دارد.